# Они (демоны)

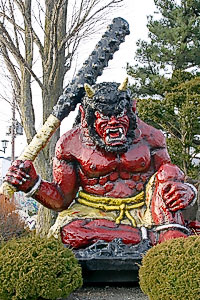
Статуя красного Они, охраняющего Ад

О́ни (яп. 鬼) — в японской мифологии — большие злобные клыкастые и рогатые человекоподобные ёкаи с красной, голубой или чёрной кожей, живущие в Дзигоку, японском аналоге ада.
Очень сильны и трудноубиваемы, отрубленные части тела прирастают на место. В бою используют железную палицу с шипами (канабо). Носят набедренную повязку (фундоси) из тигровой шкуры. Несмотря на свой глуповатый внешний вид, о́ни очень хитры и умны; могут превращаться в людей.
Любят человеческое мясо. В некоторых легендах говорится, что они ненавидят сою.
Считается, что люди, не контролирующие свой гнев, могут превратиться в о́ни. Иногда (очень редко) о́ни бывают добры к людям и даже служат их защитниками.
Раз в год, 3 февраля, в Японии проводится церемония по изгнанию о́ни.
Игра в салочки называется в Японии «онигокко» («игра о́ни»). Играющий-салка называется «о́ни».

## Происхождение

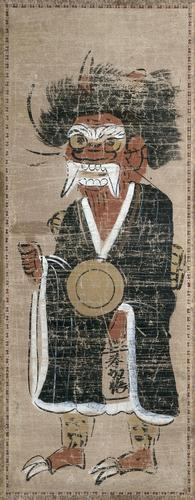

Слово «они» предположительно происходит от «он» — онъёми (китайского прочтения) иероглифа 隠, означающего прятаться или скрываться, а они первоначально представляли собой невидимых духов и богов катастроф, болезней и других бедствий. Эти туманные существа также могут принимать различные формы, чтобы обмануть (а часто и поражать) людей. Таким образом, китайский иероглиф (кит. упр. 鬼, пиньинь guǐ), означающий «призрак», стал использоваться для этих бесформенных существ.
Невидимые они в итоге стали антропоморфными и приняли современный, огроподобный облик (частично через синкретические процессы), схожий с обликом существ, перенятых из буддизма, таких как индийские ракшасы и якша, а также голодных духов, называемых гаки, и демонических прислужников Эммы, который наказывает грешников в Дзигоку (аду).

## Демонические врата
Ещё одним источником для изображения они является связанная с Китаем концепция оммёдо — древнеяпонской эзотерической космологии. Северо-восточное направление было названо Кимон (鬼门, «демонические врата»), и считалось несчастливой стороной света, откуда приходят злые духи. На основании привязки двенадцати животных Зодиака к частям света Кимон был также известен как Уситора (丑寅), или «бык и тигр», и, возможно, некоторые детали в облике они, такие как рога быка, кошачьи клыки, когти и набедренная повязка из шкуры тигра появились из этого определения.
Храмы часто строились с ориентацией на северо-восток, а у японских зданий иногда имеются Г-образные ниши с северо-восточной стороны, чтобы прогнать они прочь. В качестве примеров можно назвать Энряку-дзи, на горе Хиэй, к северо-востоку от центра Киото, и Канэи-дзи, недалеко от замка Эдо. Японская столица в VIII веке также переехала к юго-западу из Нагаокакё в Киото.

## Традиционная культура

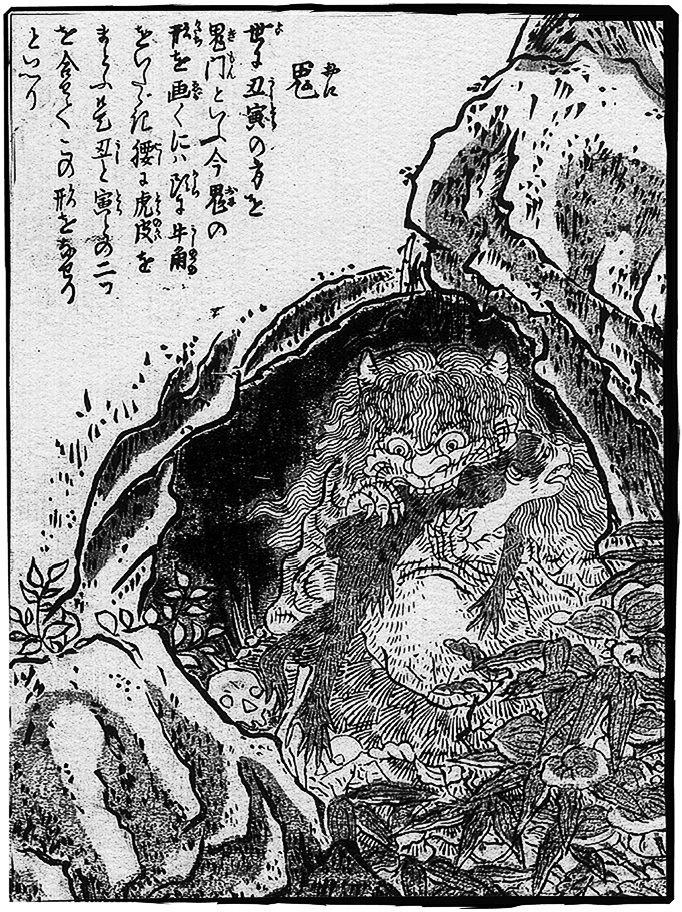

Некоторые деревни проводят ежегодные церемонии изгнания они, особенно в начале весны. В праздник Сэцубун люди бросают сою за пределы своего дома и кричат «Они-ва сото! Фуку-ва ути!» («鬼は外! 福は内!», «Они уходят! Благословения приходят!»). Статуя обезьяны также предназначена для защиты от они, поскольку японское слово обезьяна, «сару», является омофоном слова «оставлять». Фольклор гласит, что для защиты от они может использоваться падуб.
В более поздние времена они потеряли часть своей первоначальной злобы, иногда беря на себя защитные функции. Мужчины в костюмах они часто участвуют в японских парадах, чтобы отразить любые неудачи. Японские здания иногда включают элемент с изображением лица они на черепице, называемый  онигавара  (яп. 鬼瓦), который, как полагают, предотвращает неудачи, так же как горгульи в западной традиции.
Oни занимают видное место в японских историях о Момотаро (персиковом мальчике), Иссумбоси, и в рассказе о Смеющейся Маленькой женщине, послужившем основой для книги Arlene Mosel «The Funny Little Woman».
Многие японские идиомы и пословицы также упоминают они.